# NOW (Turquie)
Pour les articles homonymes, voir Now.
NOW est l'un des principaux réseaux de télévision en clair diffusés en Turquie. Depuis juillet 2012, Fox TV émet en format 16:9.

## Histoire
La chaîne était à l'origine TGRT (acronyme en turc : 'Türkiye Gazetesi Radyo Televizyonu'; Türkiye Gazetesi Radio Télévision) et a commencé à diffuser le 23 avril 1993, sous la direction d'İhlas Holding. Entre 2001 et 2004, TGRT a été détenu par le Fonds de Garantie des Dépôts et de Résolution de Turquie avant d'être à nouveau vendu à İhlas Holding.
Le 23 juillet 2006, News Corporation a acquis TGRT auprès de İhlas Holding, et a été formée par Ahmet Ertegün. La chaîne a ensuite été relancée sous le nom de Fox le 24 février 2007.
David Parker Reid était le directeur général de Fox Turquie entre 2006 et 2009. David Parker Reid, Hakan Etus, Koray Altinsoy, Doğan Şentürk ont joué un rôle crucial en tant que cadres supérieurs dans la création de la chaîne Fox en Turquie. Après le départ de David Parker Reid, Pietro Vicari a occupé le poste de directeur général de 2009 à 2014. Le 26 novembre 2014, Adam Theiler a été nommé directeur général de Fox TV.

## Programmes
Contrairement aux autres chaînes Fox internationales qui se concentrent généralement sur des émissions syndiquées principalement des États-Unis, Fox Turquie se concentre sur la programmation originale.

### Séries hebdomadaires
Il s'agit d'une liste de programmes télévisés qui ont été diffusés sur Fox (Turquie) auparavant ou qui sont actuellement en cours de diffusion.
- 2023- : Ruhun Duymaz (Ton Esprit N'Entend Pas) (les lundis à 20h00)
- 2023- : Yaz Şarkısı (Chanson d'Été) (les dimanches à 20h00)
- 2023- : Kısmet (Le Destin) (les vendredis à 20h00)
- 2023- : Yabani (Sauvage) (le mardi à 20h00)[2]
- 2023- : Bambaşka Biri (Quelqu'un d'Autre) (les lundis à 20h00)[3]
- 2023-: Yasak Elma (La Pomme interdite/Le fruit protégé) (les lundis à 20h00)

### Séries précédentes
- Kırlangıç Fırtınası
- Muhteşem Yüzyıl: Kösem
- No: 309
- Çoban Yıldızı
- Dayan Yüreğim
- Kalbimdeki Deniz
- O Hayat Benim
- Esaretim Sensin
- Warrior